# 佐々木高政
佐々木 高政（ささき たかまさ、1914年（大正3年） - 2008年（平成20年） ）は、英語学者。一橋大学名誉教授。

## 来歴・人物
愛知県生まれ。1935年（昭和10年）、東京高等師範学校卒業。
1936年横浜専門学校（現・神奈川大学）専任英語教員。慶應義塾大学予科各教授を経て、1941年（昭和16年）、東京商科大学専門部教授。1949年（昭和24年）、一橋大学商学部助教授、1951年（昭和36年）、教授。1977年（昭和52年）に退官し、名誉教授。
学習参考書である『英文構成法』『和文英訳の修業』『英文解釈考』の3部作は、参考書の域を超えた高度な内容で、ロングセラーとなっている。

## 著書
- 『ドリルズ 第1巻』荘人社, 1938
- 『英文構成法』金子書房 1949, 1954（改訂版）, 1959（4訂版）, 1973（5訂版）
- 『英文法の先生』平明社, 1950
- 『英單語の分類研究』（学習研究新書）山海堂, 1951
- 『和文英訳の修業』文建書房, 1952
- 『英単語の分類研究』山海堂, 1954
- 『英単語速習法』金子書房, 1954, 1960（改訂新版）
- 『英語の学習20の階段』金子書房, 1958
- 『学習英和辞典』金子書房, 1958
- 『基礎英語の復習』研究社出版, 1970（3訂新版）
- 『英文解釈考』金子書房, 1977, 1980（新訂）

### 共著
- 『英作文研究』（篠田錦策と共著） 研究社出版, 1950
- 『ポールスターガイド book 3』（斎藤美洲と共著） 北星堂書店, 1952
- 『和文英訳十二講』 （篠田錦策と共著） 洛陽社, 1954
- 『活用本位ステップ英単語集』（佐藤補吉と共著） 山海堂, 1955